# Kepler-1625b
Kepler-1625b ist ein Exoplanet, der den rund 8000 Lichtjahre von der Sonne entfernten Stern Kepler-1625 im Sternbild Schwan umkreist. Der in etwa jupitergroße Planet besitzt möglicherweise einen neptungroßen Exomond.

## Entdeckung
Kepler-1625b wurde auf Grundlage der Transitmethode durch das Weltraumteleskop Kepler entdeckt. Die Entdeckung wurde im Mai 2016 durch ein Team von Astronomen unter der Leitung von Timothy Morton von der Princeton University bekanntgegeben, gemeinsam mit der von 1283 anderen Exoplaneten.

## Eigenschaften
Der Durchmesser des Planeten beträgt mindestens das Sechsfache der Erde. Möglicherweise hat er in etwa die Größe des Planeten Jupiter im Sonnensystem und dessen zehnfache Masse. Kepler-1625b muss daher in jedem Fall ein Gasriese sein. Er benötigt etwa 287 Tage für die Umrundung seines Zentralsterns, der ein Unterriese mit etwa der Masse der Sonne ist.

### Vermuteter Exomond
Die ungewöhnliche Form der Lichtkurven bei den drei bisher beobachteten Transiten von Kepler-1625b lässt es nach Ansicht eines Astronomenteams um Alex Teachey von der Columbia University möglich erscheinen, dass der Planet von einem Mond umkreist wird. Dieser extrasolare Mond hätte nach Ansicht der Forscher annähernd die Größe des Planeten Neptun im Sonnensystem und würde Kepler-1625b in einer Entfernung umkreisen, die dessen 19-fachen Planetendurchmesser entspricht. Er befände sich damit weit außerhalb der Roche-Grenze und noch innerhalb der Hill-Sphäre des Planeten. Die Umlaufbahn des Mondes wäre dynamisch stabil, auch über lange Zeiträume von mehr als 5 Milliarden Jahren. Wegen der Größenverhältnisse von Planet und Mond zueinander entspräche das System eher einem Doppelplanetensystem.
Von der Forschergruppe um Alex Teachey erhielt der vermutete Exomond die Bezeichnung Kepler-1625b I, die damit an die Nummerierung der Planetenmonde im Sonnensystem angelehnt ist.
Simulationen mit den Beobachtungsdaten einer zweiten Forschergruppe bestätigen die Tendenz eines Exomonds – andere Erklärungen sind aber nach wie vor möglich.
Im Oktober 2017 wurde der nächste Planetentransit von Kepler-1625b mit dem Hubble-Weltraumteleskop untersucht, die Datenanalyse erhärtete die Hinweise auf den Exomond. Vor allem die beobachteten Transitereignisse lassen sich nach den vorliegenden Daten am besten mit einem Exomond erklären. Es wurden aber auch andere Erklärungen für die beobachteten Schwankungen der Helligkeit vorgebracht.
Sollte die Existenz des Mondes bestätigt werden, wäre er der erste eindeutig nachgewiesene extrasolare Mond.